# Sasha Roiz

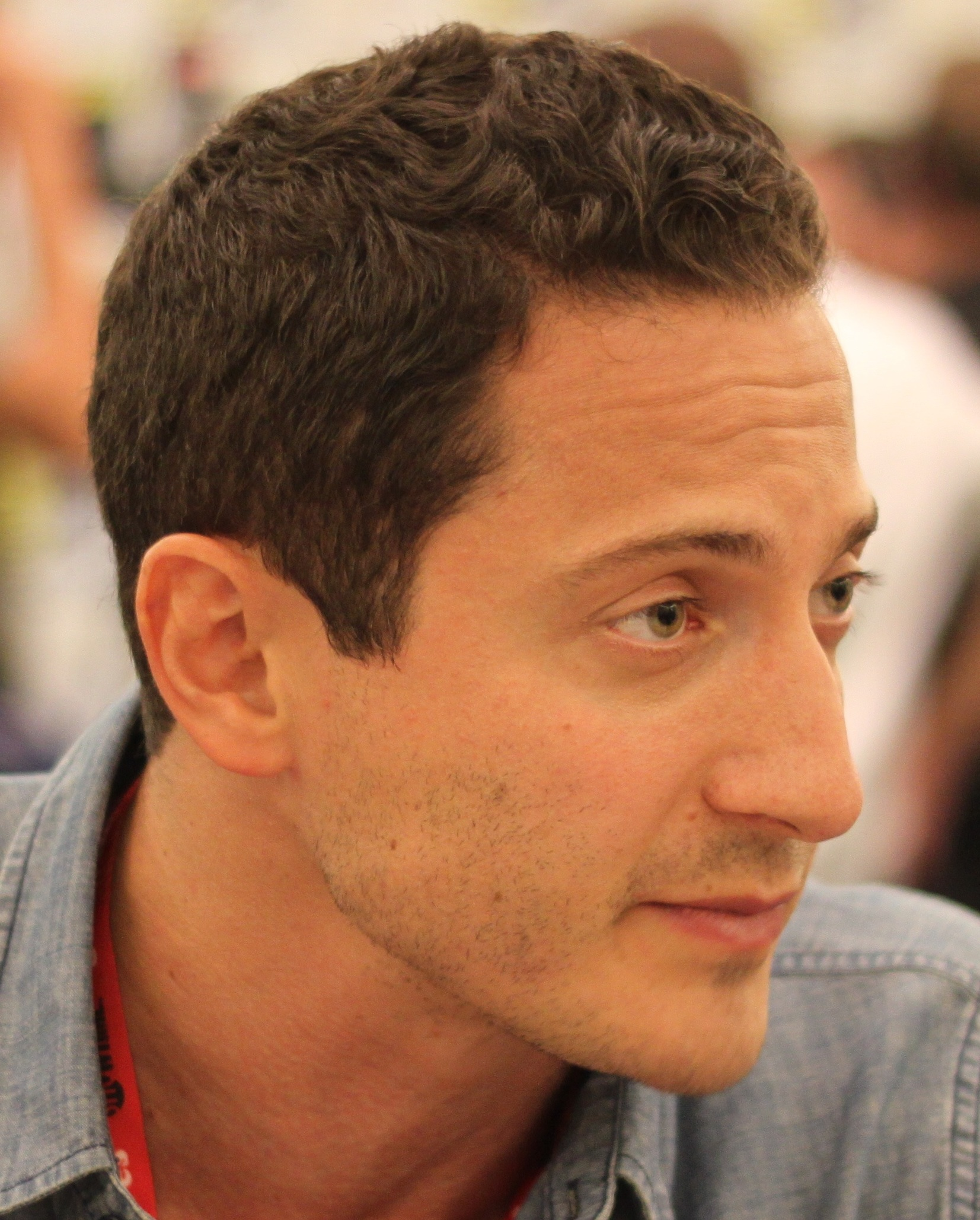
Sasha Roiz bei der Comic-Con 2011

Sasha Roiz (* 21. Oktober 1973 in Tel Aviv, Israel) ist ein israelisch-kanadischer Schauspieler.

## Leben und Rollen
Nach seiner Kindheit in Israel wanderte 1980 seine Familie nach Montreal aus. Roiz studierte Geschichte, bevor er in Montreal eine Schauspielschule besuchte und den Beruf des Schauspielers erlernte. In der US-amerikanischen Fernsehserie Caprica spielte er die Rolle des Sam Adama. Von 2011 bis 2017 verkörperte er die Rolle des Captain Sean Renard in der Serie Grimm.

## Filmografie (Auswahl)
- 2001: Largo Winch – Gefährliches Erbe (Largo Winch, Fernsehserie, Episode 1x13)
- 2003: Mutant X (Fernsehserie, Episode 3x08)
- 2004: Missing – Verzweifelt gesucht (Missing, Fernsehserie, Episode 2x06)
- 2004: The Day After Tomorrow
- 2005: Das Ende – Assault on Precinct 13 (Assault on Precinct 13)
- 2005: Show Me Yours (Fernsehserie, 8 Episoden)
- 2005: Land of the Dead (George A. Romero’s Land of the Dead)
- 2005: Beautiful People (Fernsehserie, 4 Episoden)
- 2005: Mayday – Katastrophenflug 52 (Mayday, Fernsehfilm)
- 2006: 16 Blocks
- 2006: The Path to 9/11 – Wege des Terrors (The Path to 9/11, Fernsehfilm)
- 2006: Man of the Year
- 2007: Navy CIS (NCIS, Fernsehserie, Episode 4x19)
- 2007: CSI: Miami (Fernsehserie, Episode 6x11)
- 2008: Terminator: The Sarah Connor Chronicles (Fernsehserie, Episode 1x02)
- 2009: Lie to Me (Fernsehserie, Episode 1x03)
- 2009: The Mentalist (Fernsehserie, Episode 1x14)
- 2009–2010: Caprica (Fernsehserie, 17 Episoden)
- 2010: In Plain Sight – In der Schusslinie (In Plain Sight, Fernsehserie, Episode 3x07)
- 2010: Unthinkable – Der Preis der Wahrheit (Unthinkable)
- 2010: CSI: Vegas (CSI: Crime Scene Investigation, Fernsehserie, Episode 11x02)
- 2011: Dr. House (House, Fernsehserie, Episode 7x10)
- 2011: Castle (Fernsehserie, Episode 3x23)
- 2011, 2013: Warehouse 13 (Fernsehserie, 8 Episoden)
- 2011: It’s Always Sunny in Philadelphia (Fernsehserie, zwei Episoden)
- 2011–2017: Grimm (Fernsehserie, 123 Episoden)
- 2012: Memory Effect – Verloren in einer anderen Dimension (Extracted)
- 2014: Pompeii
- 2017–2018: Salvation (Fernsehserie, 9 Episoden)
- 2017–2018: Taken – Die Zeit ist dein Feind (Fernsehserie, Episode 2x10)
- 2019: Lucifer (Fernsehserie, Episode 4x01)
- 2019: Suits (Fernsehserie, 6 Episoden)
- 2019: Departure (Fernsehserie, 6 Episoden)
- 2020: The Order (Fernsehserie, Episode 4x02)
- 2020–2021: 9-1-1 (Fernsehserie, 6 Episoden)
- 2022: FBI: International (Fernsehserie, Episode 1x11)
- 2022: The Endgame (Fernsehserie, 3 Episoden)
- 2023: Chicago Med (Fernsehserie, Staffel 8, Folge 4)